# Giovanni Tommaso Neuschel

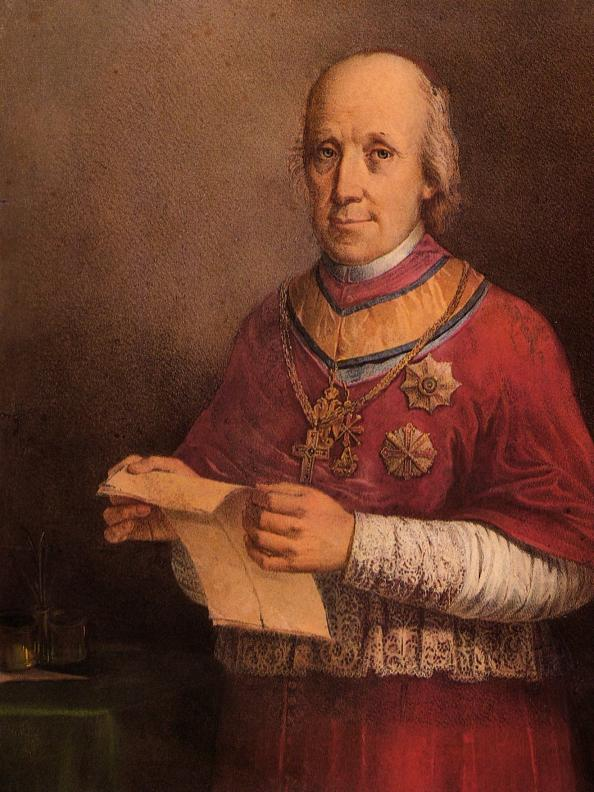
Giovanni Tommaso Neuschel

Giovanni Tommaso Neuschel (* 30. Mai 1780 in Szepesváralja, Königreich Ungarn; † 10. Dezember 1863) war ein ungarischer Geistlicher zipser-sächsischer Herkunft.
In eine aristokratische Familie von Zipser Sachsen geboren, die in der Zips-Region in der heutigen Slowakei lebte, war Neuschel Dominikanermönch und dann Militärkaplan.
1817 wurde er Beichtvater von Marie-Louise von Österreich, Tochter von Kaiser Franz I. von Österreich und zweite Ehefrau von Kaiser Napoleon I. von Frankreich, nach dessen Absetzung ab 1815 Herzogin von Parma, Piacenza und Guastalla, die nach Napoleons Verbannung nach St. Helena trotz ausstehender Scheidung in unehelicher Beziehung zu Adam von Neipperg lebte. In dieser Funktion arbeitete er an der Regularisierung der Koexistenz zwischen Marie-Louise und Adam von Neipperg. Nach Napoleons Tod 1821 wurde der Witwe die morganatische Ehe (nicht-standesgemäße Ehe zwischen einer Kaisertochter und einem Grafen) mit Neipperg gestattet. Die vier Kinder erhielten den neu konzipierten Fürstentitel Montenuovo (italienische Übersetzung des mittelhochdeutschen Namens Neipperg, der „Neuberg“ bedeutet). Der Sohn aus der den Habsburgern inzwischen peinlichen ersten Ehe mit dem Feind und „Emporkömmling“, Napoleons einziger leiblicher Sohn, der früh verstorbene Napoleon (II.) Franz erhielt den Titel „Herzog von Reichstadt“.
Papst Leo XII. ernannte Neuschel am 28. Januar 1828 zum Titularbischof von Troas und Erzpriester der Prälatur Nullius von Guastalla. Aloisio San Vitale, Bischof von Borgo San Donnino, spendet ihn am 2. März 1828 die Bischofsweihe. Am 13. September 1828 wurde das Bistum Guastalla gegründet und am 15. Dezember 1828 wurde er zu dessen ersten Bischof ernannt. Papst Gregor XVI. ernannte ihn am 21. November 1836 zum Bischof von Borgo San Donnino. Die feierliche Inthronisation fand am 5. März 1837 statt. Der gleiche Papst ernannte ihn am 27. Januar 1843 zum Bischof von Parma. Papst Pius IX. nahm am 11. September 1852 seinen Rücktritt an und ernannte ihn zum Titularerzbischof von Aprus.
Er wurde 1825 zum Ritter des Ordine Costantiniano di San Giorgio (parmesischer Zweig), 1829 zum Komtur, 1838 zum Senator des Großkreuzes mit Collane und 1843 zum Großprior ernannt.